# Nikkō
Nikkō (jap. 日光市 Nikkō-shi) – miasto w Japonii, w prefekturze Tochigi, na wyspie Honsiu (Honshū). Ma powierzchnię 1 449,83 km². W 2020 r. mieszkało w nim 77 651 osób, w 32 196 gospodarstwach domowych  (w 2010 r. 90 064 osoby, w 33 875 gospodarstwach domowych).
W Nikkō znajduje się wiele zabytków i obiektów atrakcyjnych dla turystów. Najcenniejszym jest kompleks chramów Nikkō Tōshō-gū, który został wzniesiony jako mauzoleum ku czci pierwszego sioguna z rodu Tokugawa, Ieyasu.